# 廣島総合病院
広島県厚生農業協同組合連合会 廣島総合病院（ひろしまけんこうせいのうぎょうきょうどうくみあいれんごうかい ひろしまそうごうびょういん、通称：JA広島総合病院（じぇいえいひろしまそうごうびょういん））は、広島県廿日市市地御前にある医療機関。広島県災害拠点病院、地域がん診療連携拠点病院などに指定されている。

## 沿革
- 1947年（昭和22年）12月23日 - 「広島県農業会佐伯病院」として開院。
- 1966年（昭和41年）02月 - 「佐伯総合病院」に改称。
- 1979年（昭和54年）04月 - 「広島県厚生農業協同組合連合会 廣島総合病院」に改称。
- 1980年（昭和55年）02月 - 第二次救急医療指定病院に指定。
- 1997年（平成09年）02月 - 災害拠点病院（地域災害医療センター）に指定。
- 2004年（平成16年）08月 - 地域医療支援病院の承認を受ける。
- 2006年（平成18年）08月 - 地域がん診療連携拠点病院の指定を受ける。
- 2009年（平成21年）04月 - DPC対象病院。
- 2010年（平成22年）04月 - センター制度の導入。
- 2011年（平成23年）04月 - 地域救命救急センター開設。
- 2011年（平成23年）09月 - へき地医療拠点病院。
- 2013年（平成25年）02月 - 糖尿病センター開設。
- 2013年（平成25年）04月 - 医療福祉支援センター開設。
- 2013年（平成25年）04月 - 脊椎・脊髄センター開設。
- 2013年（平成25年）010月 - 内視鏡センター開設。
- 2024年（令和6年）4月14日 - 南棟が落成[1]。隣接していたイオン廿日市店の跡地（2014年（平成26年）10月に廿日市市がイオンリテールから取得[5][6]）にあたる[7]。

## 診療科
- 呼吸器内科
- 循環器内科
- 腎臓内科
- 糖尿病代謝内科
- 神経内科
- 消化器内科
- 内視鏡科
- 小児科
- 精神・心療内科
- 外科
- 乳腺外科
- 整形外科
- 形成外科
- 脳神経外科
- 呼吸器外科
- 心臓血管外科
- 皮膚科
- 泌尿器科
- 産婦人科
- 眼科
- 耳鼻咽喉科
- 放射線治療科
- 画像診断部
- 麻酔科
- 歯科口腔外科
- 手術室
- 救急・集中治療科
- 緩和ケア科

## 交通アクセス
- JR山陽本線 宮内串戸駅下車、徒歩約10分。
- 広島電鉄宮島線（2号線）JA広島病院前駅下車、徒歩0分[8]。
  - 広電西広島（己斐）・広電廿日市方面 - JA広島病院前駅 - 広電阿品・広電宮島口方面
- 廿日市さくらバス（廿日市市循環バス） 阿品台ルート・宮内ルート[9] JA広島病院前バス停下車、徒歩0分。